# ドミンゴ・タピア
ドミンゴ・ラファエル・タピア（Domingo Rafael Tapia, 1991年8月4日 - ）は、ドミニカ共和国サントドミンゴ出身のプロ野球選手（投手）。右投右打。メキシカンリーグ所属。

## 経歴

### プロ入りとメッツ傘下時代
2010年5月28日にアマチュア・フリーエージェントでニューヨーク・メッツと契約してプロ入り。2016年まで傘下のマイナーチームでプレーした。
2016年11月7日に自由契約となった。

### レッズ傘下時代
2016年11月28日にシンシナティ・レッズとマイナー契約を結んだ。
2017年は傘下のAA級ペンサコーラ・ブルーワフーズとAAA級ルイビル・バッツでプレーした。
2018年もAA級ペンサコーラとAAA級ルイビルでプレーした。オフの11月2日に自由契約となった。

### レッドソックス時代
2018年11月16日にボストン・レッドソックスとマイナー契約を結んだ。
2019年は傘下のAAA級ポータケット・レッドソックスでプレーした。オフにはドミニカ共和国でウィンターリーグに参加した。
2020年9月11日のタンパベイ・レイズ戦でメジャーデビューを果たし、最初に対戦したネイト・ロウに本塁打を浴びた。シーズン最終戦を前に右腕の上腕二頭筋を痛めて故障者リスト入りした。

### マリナーズ時代
2020年11月23日にウェイバー公示を経てシアトル・マリナーズへ移籍した。
2021年5月17日にDFAとなった。

### ロイヤルズ時代
2021年5月22日に金銭トレードで、カンザスシティ・ロイヤルズへ移籍した。
2022年4月24日にDFAとなった。

### アスレチックス時代
2022年4月30日にウェイバー公示を経てオークランド・アスレチックスへ移籍した 。

## 投球スタイル
| 球種           | 割合 | 平均球速 | 平均球速 | 最高球速 | 最高球速 |
| 球種           | %    | mph      | km/h     | mph      | km/h     |
| シンカー       | 58.1 | 97.2     | 156.4    | 99.5     | 160.1    |
| スライダー     | 19   | 87.7     | 141.1    | 90.6     | 145.8    |
| フォーシーム   | 15   | 97.7     | 157.2    | 99.8     | 160.6    |
| チェンジアップ | 6.2  | 89.2     | 143.6    | 91.2     | 146.8    |
| カッター       | 1.7  | 91.3     | 146.9    | 92.9     | 149.5    |

最速101mphの速球（フォーシーム、シンカー）が全投球の7割以上を占めるパワーピッチャー。変化球は主にスライダーを投じる。まれにチェンジアップやカッターも使う。

## 詳細情報

### 年度別投手成績
| 年 度    | 球 団    | 登 板 | 先 発 | 完 投 | 完 封 | 無 四 球 | 勝 利 | 敗 戦 | セ 丨 ブ | ホ 丨 ル ド | 勝 率 | 打 者 | 投 球 回 | 被 安 打 | 被 本 塁 打 | 与 四 球 | 敬 遠 | 与 死 球 | 奪 三 振 | 暴 投 | ボ 丨 ク | 失 点 | 自 責 点 | 防 御 率 | W H I P |
| -------- | -------- | ----- | ----- | ----- | ----- | -------- | ----- | ----- | -------- | ----------- | ----- | ----- | -------- | -------- | ----------- | -------- | ----- | -------- | -------- | ----- | -------- | ----- | -------- | -------- | ------- |
| 2020     | BOS      | 5     | 0     | 0     | 0     | 0        | 0     | 0     | 0        | 0           | ----  | 19    | 4.1      | 4        | 1           | 2        | 0     | 0        | 4        | 0     | 0        | 1     | 1        | 2.08     | 1.39    |
| 2021     | SEA      | 2     | 0     | 0     | 0     | 0        | 0     | 0     | 0        | 0           | ----  | 11    | 2.0      | 4        | 0           | 1        | 0     | 0        | 1        | 0     | 0        | 0     | 0        | 0.00     | 2.50    |
| 2021     | KC       | 32    | 0     | 0     | 0     | 0        | 4     | 1     | 0        | 7           | .800  | 124   | 31.2     | 21       | 1           | 14       | 2     | 0        | 25       | 2     | 0        | 10    | 10       | 2.84     | 1.11    |
| '21計    | KC       | 34    | 0     | 0     | 0     | 0        | 4     | 1     | 0        | 7           | .800  | 135   | 33.2     | 25       | 1           | 15       | 2     | 0        | 26       | 2     | 0        | 10    | 10       | 2.67     | 1.19    |
| 2022     | OAK      | 11    | 0     | 0     | 0     | 0        | 0     | 0     | 0        | 0           | ----- | 90    | 17.0     | 25       | 1           | 14       | 1     | 1        | 12       | 3     | 0        | 16    | 16       | 8.47     | 2.29    |
| MLB：3年 | MLB：3年 | 50    | 0     | 0     | 0     | 0        | 4     | 1     | 0        | 7           | .800  | 244   | 55.0     | 54       | 3           | 31       | 3     | 1        | 42       | 5     | 0        | 27    | 27       | 4.42     | 1.55    |

- 2022年度シーズン終了時

### 背番号
- 66（2020年）
- 45（2021年 - 同年途中）
- 31（2021年途中 - 同年終了）
- 50（2022年）
- 76（2023年 - ）